# Hazáért Érdemjel
A Hazáért Érdemjel a honvédelmi miniszter által adományozható legmagasabb kitüntetés, átadásának részleteit a 15/2013. (VIII. 22.) HM rendelet szabályozza.  A rendelet szövege szerint „[a] Hazáért Érdemjel a szolgálat vagy a honvédelem ügye érdekében kifejtett kiemelkedő, különleges tevékenység, bátor helytállás, hősies magatartás elismerésére” adományozható.

## Kitüntetett személyek
- Juhász Attila posztumusz hadnagy, szolgálatteljesítés közben hősi halált halt járőrparancsnok, I. oszt. tűzszerész (2016)[1]
- Rózsa János Nándor posztumusz hadnagy, szolgálatteljesítés közben hősi halált halt tűzszerész búvár altiszt, II. oszt. tűzszerész (2016)[1]
- Balázs Ádám posztumusz hadnagy, szolgálatteljesítés közben hősi halált halt tűzszerész altiszt, II. oszt. tűzszerész (2016)[1]
- Kozár Gábor posztumusz hadnagy, szolgálatteljesítés közben hősi halált halt III. oszt. tűzszerész (2016)[1]
- Tóth Péter főtörzsőrmester, tűzszerész (2016)[1]
- Fodor Elek, 2016. április 4-én bekövetkezett tűzeset alkalmával tanúsított bátorsága, kiemelkedő helytállása, segítőkészsége, valamint sokszoros életmentő tevékenysége elismeréséül (2016)
- Kádár Sándor őrnagy, aki vadászrepülőgépének meghibásodása után azonnali katapultálás helyett a veszélyesebb kényszerleszállást választotta, ezzel megmentve a gépet (2015)[2]
- id. Koszorús Ferenc, aki 1944-ben páncélos hadosztályával megakadályozta a csendőrpuccsot, ezzel közvetve sok ember életét megmentve (2014; a kitüntetést fia vette át)[3]
- Gudmann Sándor őrmester, aki a 2011. május 17-én történt baleset sérültjeinek ellátása során, veszélyhelyzetben tanúsított kiemelkedő helytállása és példaértékű bátorsága elismeréséül vette át a kitüntetést.